# Agnes Goodsir
Agnes Noyes Goodsir, (Portland, 18 de junio de 1864-París, 11 de agosto de 1939) fue una pintora australiana que vivió en París en las décadas de 1920 y 1930.

## Trayectoria
Su madre Elizabeth Archer (de soltera Tomlins) tuvo once hijos con David James Cook, padre de Agnes, que trabajaba como Comisionado de Aduanas en Melbourne. Su formación artística temprana comenzó con Arthur T. Woodward en la Escuela de Minas e Industrias de Bendigo (Australia) de 1898 a 1899, y en 1899 parte de su trabajo se rifó para financiar parcialmente sus estudios en París. Los años posteriores a la Primera Guerra Mundial vieron un éxodo de artistas australianos en una especie de Gran Tour a París, todos con la intención de ser partícipes de la explosión de las artes que tuvieron lugar allí. Pintores como Rupert Bunny, Stella Bowen y Max Meldrum se sintieron atraídos por la belleza de la orilla izquierda. Otras, como Margaret Preston y Grace Crowley, se inspiraron en el arte parisino de la posguerra para experimentar en nuevas direcciones.
Goodsir asistió a la Académie Delécluse, fundada en 1880 y que apoyó excepcionalmente a las mujeres artistas, dándole más espacio que a los hombres; a la Académie Julian, escuela privada de pintura y escultura (bajo la dirección de Jean-Paul Laurens) y luego la Académie Colarossi, escuela  de arte fundada en 1870. Desde 1912 viajó entre Londres y París, pero finalmente se instaló en París en 1921 en el número 18 de la Rue de l'Odéon.
Durante su estancia en París, Goodsir pintó retratos de mujeres cosmopolitas, incluida su pareja, Rachel Dunne, apodada Cherry, La parisina, siendo uno de los más famosos el que pintó alrededor de 1924. Su trabajo fue aclamado y exhibido en el New Salon, el Salon des Indépendants y la Société Nationale des Beaux-Arts de París, así como en la Royal Academy of Arts y el Royal Institute de Londres.
En una breve visita a Australia en 1927 expuso en las Macquarie Galleries en Sídney y en la Fine Arts Gallery de Melbourne. En 1938, cuatro de sus óleos se exhibieron en la exposición del 150 aniversario de la Galería de Arte de Nueva Gales del Sur. Fue miembro de la Societe Nationale des Beaux-Arts.
El trabajo de Goodsir mostró una fuerte composición y técnica, resaltando los óleos sobre las acuarelas. A pesar de producir una gran cantidad de naturalezas muertas e interiores, su fuerte fueron los retratos, incluidos Katharine Goodson, León Tolstói, Ellen Terry, Banjo Paterson, Bertrand Russell, Dame Eadith Walker, la condesa Pinci y el líder italiano Benito Mussolini.

## Obras en colecciones públicas
- Galería Nacional de Victoria - The letter, (Women reading)[6]
- Bendigo Galería de Arte[7]
- Galería Nacional de Australia - In a Latin Quarter studio[8] y The Parisienne[9]
- Galería de Arte de Nueva Gales del Sur - Chinese skirt[10]
- Biblioteca Estatal de Nueva Gales del Sur - A. B. Paterson, Banjo[11]

## Reconocimientos
- La beca Goodsir otorgada por la Bendigo Galería de Arte se entrega en memoria de ella.[12]
- Desde 1978, una calle en el barrio de Chisholm, en Camberra, lleva su nombre en su honor.[13]

## Galería

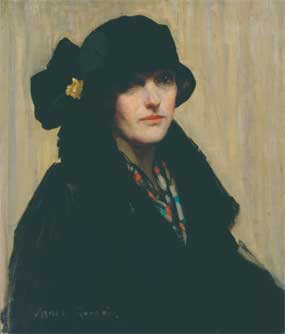
Autorretrato (c1910)
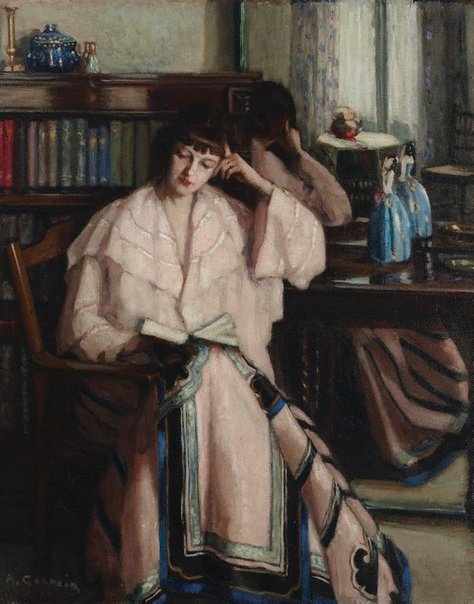
Mujer leyendo (c1910)
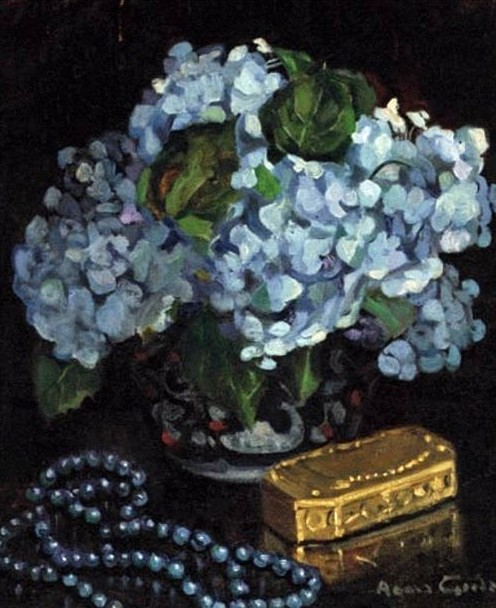
Hortensias
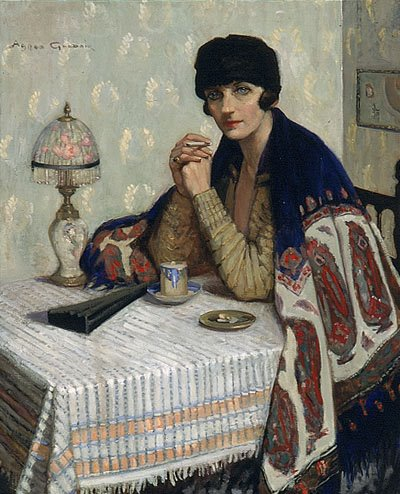
Chica con Cigarrillo (1925)
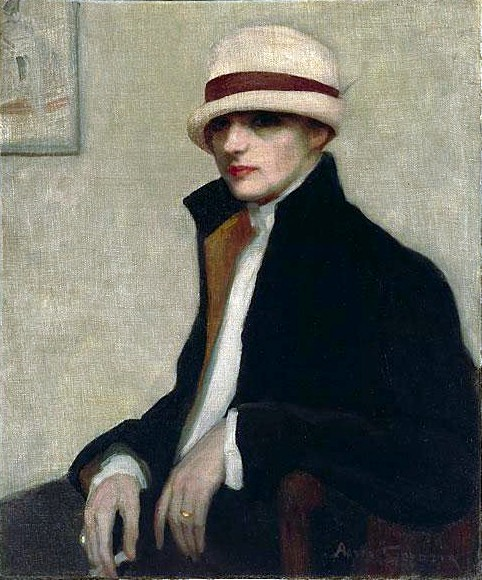
La parisina (c1924)
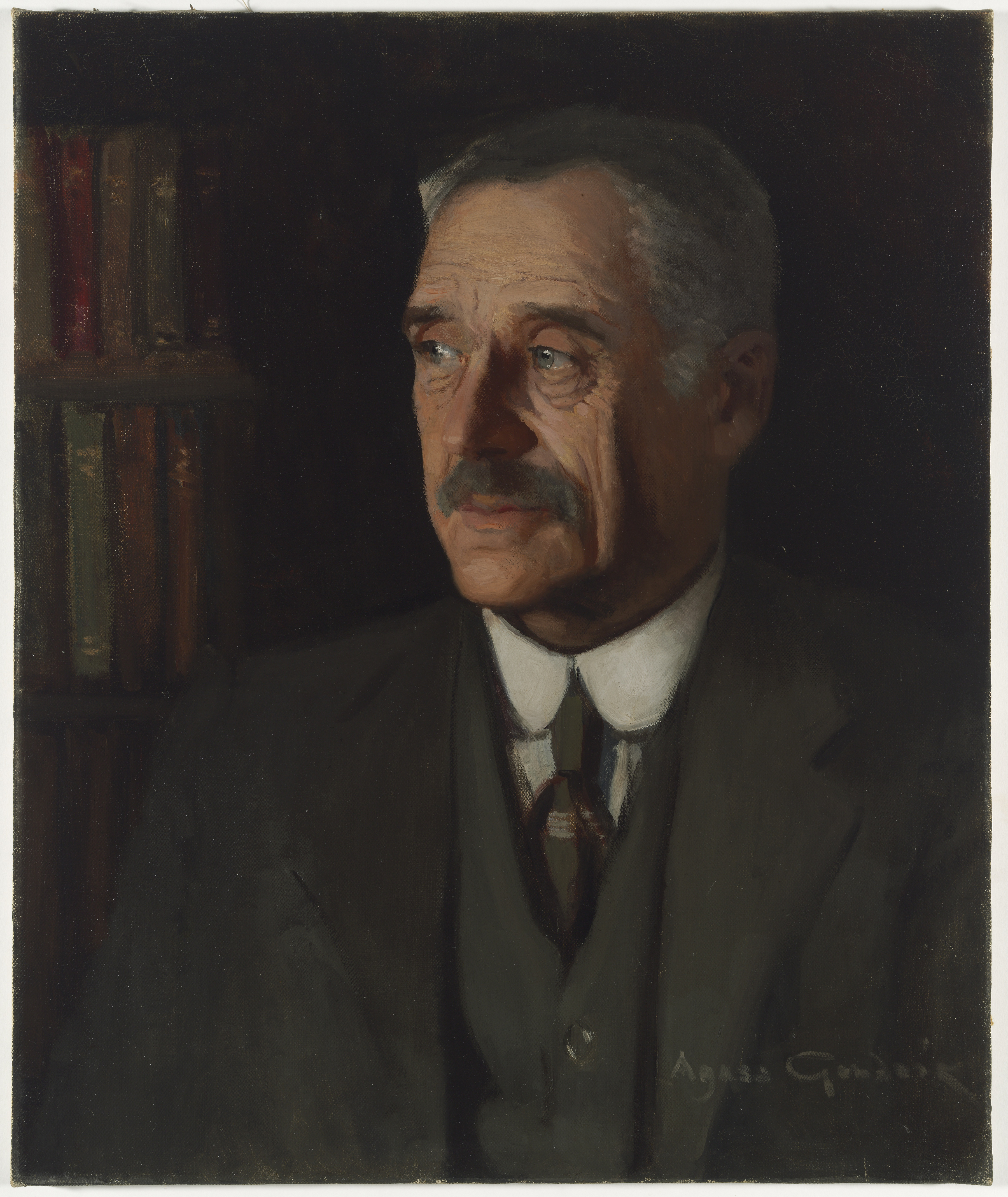
Andrew Barton "Banjo" Paterson, 1927

## Lecturas complementarias
- K Quinlan, In A Picture Land Over The Sea: Agnes Goodsir, 1864-1939, Bendigo, 1998